# Còdex de Cholula
El Còdex de Cholula o Mapa de Cholula és un document cartogràfic històric que data del segle xvi, del voltant de l'any 1586. És un mapa confeccionat en paper amate que fa 113 x 168 cm, amb informació per tots dos costats, que descriu la regió de Cholula, de l'estat de Puebla, de Mèxic.

## Descripció
En l'anvers del Còdex de Cholula es presenta un pla que descriu el territori i el traç de la ciutat ameríndia de Cholula i les seues àrees circumdants; al bell mig apareix la Gran Piràmide de Cholula, també coneguda com a Tlachiualtepec. En el plànol es descriuen esdeveniments relacionats amb la instauració del nou ordre colonial estranger, amb alguns textos escrits en nàhuatl.
El revers del còdex mostra un plànol del poble de Cholula, en què s'observen camins, rius, pujols i fites, i també construccions com ara temples, piràmides, edificis de govern, presó, hospital, capítol, etc.
En el còdex es relaten fets històrics com: la fundació de la ciutat de Cholula, la seua rendició i conquesta per les tropes espanyoles. També narra l'arribada dels franciscans, la conclusió del Temple de Sant Gabriel, el càstig d'Hernán Cortès als ciutadans; així com el baptisme de Na Maria Ylamateuhtli el 1521, que és reconeguda com a governant de Cholula.
En el mapa, l'àrea de Cholula apareix delimitada al nord pel Regne de Tlaxcala, a l'oest per Huejotzingo, al sud per Huaquechula, i a l'est per Tepeaca. Entre els rius que hi registra hi ha el Nexapa, l'Atoyac i el Coronango.

## Història
D'acord amb l'historiador Francisco González-Hermosillo Adams, el Còdex de Cholula és un dels pocs indicis documentals que existeixen del tecpan (casa senyorial) de Tenanquiahuac, un calpulli perifèric de la ciutat de Cholollan. El còdex es refereix al fet que els seus dirigents afavoriren la conquesta d'Hernán Cortés, perquè Tenanquiahuac es trobava a la zona nord de Cholollan, a prop del camí cap al Regne de Tlaxcala. La situació de l'indret condicionà que decidiren seguir l'exemple tlaxcalteca i sumar-se a l'exèrcit dels invasors espanyols.
En contrast, la part del còdex que il·lustra el nord de la ciutat apareix amb un clima de docilitat davant les noves autoritats militars estrangeres. Ací mateix s'observa l'escena d'una dona prostrada per a rebre el baptisme: es tracta de Maria Ylamateuhtli, una noble indígena que hauria revelat a Malintzin el pla dels cholulteques contra els espanyols. En el còdex, Maria Ylamateuhtli fou proclamada amb el títol al·legòric de reina de Tenanquiahuac i de Cholula.
El còdex també revela els noms d'alguns membres de la noblesa de Tenanquiahuac, familiars de Maria Ylamateuhtli, convertits a la religió catòlica espanyola. Gràcies al seu suport durant la conquesta espanyola, els integrants del senyoriu de Tenanquiahuac conservaren el govern de la ciutat fins a la fi del segle xvi.
Segons González-Hermosillo, el Còdex de Cholula és «una declaració apologètica de l'anciana Maria Ylamateuchtli», que exalta la influència del tecpan de Tenanquiahuac. L'acadèmic remarca que aquest senyoriu no va transcendir als primers reordenaments posteriors al control militar espanyol, i que fora del còdex, el tecpan deixà pocs rastres de la seua existència en la documentació colonial espanyols dels segles XVI, XVII i XVIII.
Igualment, el còdex reflecteix la pèrdua de territori de Cholula ─pràcticament 30 per cent de la seva extensió─ a causa de la fundació de la ciutat de Puebla de Zaragoza, que obligà a Cholula a establir límits més clars amb les àrees de Huejotzingo i Tlaxcala, així com les seues fites amb Puebla, establertes a partir del riu Atoyac.